# 涅比辉尾蜂鸟
，是雨燕目蜂鸟科的一种鸟类。
涅比辉尾蜂鸟体重约5.1克，翼长约58毫米，嘴峰长约20.1毫米，喙宽度约1.6毫米，喙厚度约1.8毫米，跗蹠长约5.8毫米，尾长约43.2毫米。涅比辉尾蜂鸟在其分布区内为留鸟，其栖息在密集的高大树木组成的森林中，食性为草食性，主要食物来源是植物的花蜜。
涅比辉尾蜂鸟分布于厄瓜多尔南部洛哈省和秘鲁北部皮乌拉省和卡哈马卡省的安第斯山脉地区。该物种是单型物种，没有亚种分化。